# Алексий (Заночкин)
Епи́скоп Алекси́й (в миру Алексей Викторович Заночкин; род. 17 октября 1975, Орёл) — архиерей Русской православной церкви, епископ Венский и Австрийский.
Тезоименитство — 17 (30) марта (память преподобного Алексия, человека Божия).

## Биография
Родился 17 октября 1975 года в городе Орле.
В 1991 году окончил среднюю школу № 21 города Орла и поступил в Орловский государственный технический университет, который окончил в 1998 году с дипломом инженера по специальности «Проектирование радиоэлектронных средств».
С 1996 года проходил послушание на клиросе Иоанно-Крестительского храма города Орла.
25 июня 2000 года архиепископом Орловским и Ливенским Паисием хиротонисан во диакона, а 11 сентября того же года ― во пресвитера. Нёс послушания в Иоанно-Крестительском и Никольском храмах города Орла.
С 2001 года ― духовник и организатор православных смен в загородных лагерях Орловской области, организуемых совместно с департаментом образования.
В 2001—2008 годах обучался на заочном секторе Московской духовной семинарии.
В январе 2003 года назначен редактором «Орловских епархиальных ведомостей». Автор ряда публикаций и исследований, в основном касающихся подвига орловских новомучеников и исповедников.
8 августа 2003 года назначен начальником скита на предполагаемом месте убиения священномученика Кукши Печерского.
В апреле 2004 года к празднику Пасхи награждён правом ношения камилавки.
1 апреля 2004 года в 18.00 в Свято-Успенском мужском монастыре города Орла его настоятелем игуменом Аввакумом (Казуровым) пострижен в монашество с наречением имени Алексий в честь преподобного Алексия, человека Божия.
В 2010—2016 годах обучался в Московской духовной академии, защитил диплом на тему «Собор архипастырей земли Орловской».
4 октября 2012 года решением Священного Синода (журнал № 104) назначен на должность наместника (игумена) новообразованного мужского монастыря святого Кукши в деревне Фроловка Мценского района Орловской области.
17 октября 2012 года в Иверском храме города Орла архиепископом Орловским и Ливенским Антонием (Черемисовым) во исполнение решения Священного синода возведен в сан игумена. Архиепископ Антоний вручил ему посох и напутствовал на продолжение трудов по восстановлению обители.
1 сентября 2016 года назначен благочинным монастырей Орловской епархии.

### Архиерейство
9 марта 2017 года решением Священного синода (журнал № 10) избран епископом Мценским, викарием Орловской епархии.
13 марта 2017 года митрополитом Орловским и Болховским Антонием (Черемисовым) в Успенском храме Успенского мужского монастыря города Орла возведён в сан архимандрита.
8 апреля 2017 года в тронном зале кафедрального соборного храма Христа Спасителя в Москве состоялось наречение во епископа.
9 апреля 2017 года в праздник Входа Господня в Иерусалим на литургии в храме Христа Спасителя состоялась хиротония архимандрита Алексия во епископа Мценского.
4 апреля 2019 года решением Священного синода назначен епископом Великоустюжским и Тотемским.
11 марта 2020 года решением Священного синода (журнал № 11) епископу Алексию определено быть преосвященным Кафским, викарием Корсунской епархии с освобождением его от управления Великоустюжской епархией.
13 октября 2022 года решением Священного Синода назначен епископом Венским и Австрийским.